# Chadžimurat Akkaev
Chadžimurat Magomedović Akkaev (in russo Хаджимурат Магомедович Аккаев?; Tyrnyauz, 27 marzo 1985) è un ex sollevatore russo che ha gareggiato nelle categorie dei pesi medio-massimi (fino a 94 kg.) e dei pesi massimi (fino a 105 kg.).

## Carriera
Nel 2004 Akkaev, all'età di 19 anni, ha partecipato alle Olimpiadi di Atene nella categoria dei pesi medio-massimi, conquistando la medaglia d'argento con 405 kg nel totale, dietro al campione del mondo in carica, il bulgaro Milen Dobrev (407,5 kg) e precedendo il connazionale Eduard Tjukin (397,5 kg).
Dopo un periodo di pausa dalle competizioni di circa due anni, alle Olimpiadi di Pechino 2008 ha terminato la gara al 3º posto finale con 402 kg nel totale, ma alcuni anni dopo, a seguito di nuovi controlli più approfonditi, è risultato positivo al doping, insieme al vincitore di quella gara, il kazako Ilya Ilin, e pertanto squalificato e privato della sua medaglia di bronzo.
Nel 2011 Akkaev, dopo essere passato alla categoria superiore dei pesi massimi, ha vinto la medaglia d'oro ai Campionati europei di Kazan con 425 kg nel totale e, qualche mese dopo, è riuscito a vincere la medaglia d'oro anche ai Campionati mondiali di Parigi con 430 kg nel totale, battendo il connazionale Dmitrij Klokov (428 kg) e l'ucraino Oleksij Torochtij (410 kg).
Nel 2012 ha accusato un infortunio alla vigilia delle Olimpiadi di Londra nelle quali era nella lista dei partecipanti e, pertanto, non ha preso parte alla competizione.
Successivamente, Akkaev è stato prima sospeso e poi squalificato per doping dalla IWF in quanto nuovamente trovato positivo ad uno steroide anabolizzante ad un controllo effettuato prima dei Giochi Olimpici del 2012. La sua squalifica terminerebbe nel 2035, quando Akkaev avrebbe quasi 50 anni.